# NGC 6686
NGC 6686 is een compact sterrenstelsel in het sterrenbeeld Lier. Het hemelobject werd op 29 mei 1887 ontdekt door de Amerikaanse astronoom Edward D. Swift.

## Synoniemen
- MCG 7-38-17
- ZWG 228.22
- NPM1G +40.0489
- PGC 62224